# Teorema del rotore
In matematica, il teorema del rotore, anche detto teorema di Kelvin o teorema di Kelvin-Stokes, il cui nome è dovuto a Lord Kelvin e George Stokes, afferma che il flusso del rotore di determinati campi vettoriali attraverso superfici regolari dotate di bordo è uguale alla circuitazione del campo lungo la frontiera della superficie. Si tratta pertanto di un caso particolare del teorema di Stokes.
Il teorema di Green è un caso speciale del teorema del rotore che considera superfici appartenenti a {\textstyle \mathbb {R} ^{2}}.

## Il teorema
Sia {\displaystyle \gamma :[a,b]\to \mathbb {R} ^{2}} una curva piana liscia a tratti che sia anche una curva semplice chiusa (curva di Jordan): ovvero, se {\displaystyle t} e {\displaystyle s} sono nell'intervallo {\displaystyle (a,b)} allora {\displaystyle \gamma (s)=\gamma (t)} implica {\displaystyle t=s} (cioè la curva è semplice), e per cui si abbia {\displaystyle \gamma (a)=\gamma (b)} (cioè la curva è chiusa). Detto {\displaystyle {D}} il dominio di {\displaystyle \mathbb {R} ^{2}} la cui frontiera è {\displaystyle \gamma }, sia inoltre {\displaystyle \psi :{D}\to \mathbb {R} ^{3}} una funzione liscia e {\displaystyle {\textbf {F}}} un campo vettoriale su {\displaystyle \mathbb {R} ^{3}}. 
Denotando con {\displaystyle {S}=\psi (D)} l'immagine di {\displaystyle {D}} tramite {\displaystyle \psi } e con {\displaystyle \Gamma } la curva definita dalla relazione {\textstyle \Gamma (t)=\psi (\gamma (t))}, il teorema stabilisce che:
{\displaystyle \oint _{\Gamma }\mathbf {F} \cdot \mathrm {d} \Gamma =\iint _{S}(\nabla \times \mathbf {F} )\,\mathop {} \!\mathrm {\cdot } \,\mathbf {\hat {n}} \,dS}
Il termine a sinistra è l'integrale di linea di {\displaystyle \mathbf {F} } lungo {\displaystyle \Gamma } ed il termine a destra è l'integrale di superficie del rotore {\textstyle \nabla \times \mathbf {F} } di {\displaystyle \mathbf {F} }.
Il teorema è un caso particolare, che si limita a considerare le superfici, del fondamentale teorema di Stokes: il flusso attraverso una superficie (regolare a tratti e dotata di bordo) di un campo vettoriale {\displaystyle \mathbf {G} } esprimibile in termini di un potenziale vettore {\displaystyle \mathbf {F} } è uguale alla circuitazione di {\displaystyle \mathbf {F} } lungo il bordo della superficie. Il teorema del rotore può pertanto essere visto come una generalizzazione del teorema fondamentale del calcolo integrale, il quale afferma che:
{\displaystyle \int _{a}^{b}H\mathop {} \!\mathrm {d} t=L(b)-L(a)}
Per l'integrale di funzioni ad una variabile reale si deve quindi trovare una {\displaystyle L} tale che {\displaystyle L'=H}, e poi valutarla agli estremi. Nel caso in esame la primitiva di {\textstyle \mathbf {G} } è {\textstyle \mathbf {F} }, calcolata sulla frontiera della superficie che ha il ruolo degli estremi dell'intervallo dell'integrale definito.
Da notare come il teorema del rotore consenta di ottenere una condizione equivalente alla conservatività di un campo vettoriale su domini semplicemente connessi. Se la circuitazione del campo è nulla, infatti, ad essa corrisponde ad un flusso del rotore uguale a zero, e quindi proprio alla condizione di irrotazionalità del campo stesso:
{\displaystyle \mathbf {\nabla } \times \mathbf {F} =0}
grazie all'arbitrarietà della superficie.

## Dimostrazione
Sia data una funzione {\displaystyle \mathbf {P} (u,v)=(P_{1}(u,v),P_{2}(u,v))} a valori in {\displaystyle \mathbb {R} ^{2}} tale che {\displaystyle \mathbf {P} } è il pull-back di un campo {\displaystyle \mathbf {F} }. Per fare ciò si definiscono {\displaystyle P_{1}} e {\displaystyle P_{2}} come:
{\displaystyle {\begin{aligned}P_{1}(u,v)&=\left\langle \mathbf {F} (\psi (u,v)){\bigg |}{\frac {\partial \psi }{\partial u}}\right\rangle \\P_{2}(u,v)&=\left\langle \mathbf {F} (\psi (u,v)){\bigg |}{\frac {\partial \psi }{\partial v}}\right\rangle \\\end{aligned}}}
dove {\textstyle \langle \cdot |\cdot \rangle } è il prodotto interno in {\textstyle \mathbb {R} ^{2}} mentre nel seguito {\textstyle \langle |A|\rangle } è una forma bilineare rappresentata dalla matrice {\textstyle A}.
Dalla definizione di integrale di linea:
{\displaystyle {\begin{aligned}\oint _{\Gamma }\mathbf {F} \cdot \mathrm {d} \Gamma &=\int _{a}^{b}\left\langle (\mathbf {F} \circ \psi (t)){\bigg |}{\frac {\mathrm {d} \Gamma }{\mathrm {d} t}}(t)\right\rangle \mathop {} \!\mathrm {d} t\\&=\int _{a}^{b}\left\langle (\mathbf {F} \circ \psi (t)){\bigg |}{\frac {\mathrm {d} (\psi \circ \gamma )}{\mathrm {d} t}}(t)\right\rangle \mathop {} \!\mathrm {d} t\\&=\int _{a}^{b}\left\langle (\mathbf {F} \circ \psi (t)){\bigg |}(J\psi )_{\gamma (t)}\cdot {\frac {\mathrm {d} \gamma }{\mathrm {d} t}}(t)\right\rangle \mathop {} \!\mathrm {d} t\end{aligned}}}
dove {\displaystyle J\psi } è la matrice jacobiana di {\displaystyle \psi }, e {\displaystyle \gamma } è la frontiera del dominio {\displaystyle D} di  {\displaystyle \psi }. Quindi si ha:
{\displaystyle {\begin{aligned}\left\langle (\mathbf {F} \circ \Gamma (t)){\bigg |}(J\psi )_{\gamma (t)}{\frac {\mathrm {d} \gamma }{\mathrm {d} t}}(t)\right\rangle &=\left\langle (\mathbf {F} \circ \Gamma (t)){\bigg |}(J\psi )_{\gamma (t)}{\bigg |}{\frac {\mathrm {d} \gamma }{\mathrm {d} t}}(t)\right\rangle \\&=\left\langle ({}^{t}\mathbf {F} \circ \Gamma (t))\cdot (J\psi )_{\gamma (t)}{\bigg |}{\frac {\mathrm {d} \gamma }{\mathrm {d} t}}(t)\right\rangle \\&=\left\langle \left(\left\langle (\mathbf {F} (\psi (\gamma (t)))){\bigg |}{\frac {\partial \psi }{\partial u}}(\gamma (t))\right\rangle ,\left\langle (\mathbf {F} (\psi (\gamma (t)))){\bigg |}{\frac {\partial \psi }{\partial v}}(\gamma (t))\right\rangle \right){\bigg |}{\frac {\mathrm {d} \gamma }{\mathrm {d} t}}(t)\right\rangle \\&=\left\langle (P_{1}(u,v),P_{2}(u,v)){\bigg |}{\frac {\mathrm {d} \gamma }{\mathrm {d} t}}(t)\right\rangle \\&=\left\langle \mathbf {P} (u,v)\ {\bigg |}{\frac {\mathrm {d} \gamma }{\mathrm {d} t}}(t)\right\rangle \\\end{aligned}}}
Si ottiene la seguente equazione:
{\displaystyle \oint _{\Gamma }\mathbf {F} \cdot \mathrm {d} \Gamma =\oint _{\gamma }\mathbf {P} \cdot \mathrm {d} \gamma }
Utilizzando la regola di Leibniz per il prodotto interno si calcolano le derivate parziali:
{\displaystyle {\begin{aligned}{\frac {\partial P_{1}}{\partial v}}&=\left\langle {\frac {\partial (\mathbf {F} \circ \psi )}{\partial v}}{\bigg |}{\frac {\partial \psi }{\partial u}}\right\rangle +\left\langle \mathbf {F} \circ \psi {\bigg |}{\frac {\partial ^{2}\psi }{\partial v\partial u}}\right\rangle \\{\frac {\partial P_{2}}{\partial u}}&=\left\langle {\frac {\partial (\mathbf {F} \circ \psi )}{\partial u}}{\bigg |}{\frac {\partial \psi }{\partial v}}\right\rangle +\left\langle \mathbf {F} \circ \psi {\bigg |}{\frac {\partial ^{2}\psi }{\partial u\partial v}}\right\rangle \end{aligned}}}
e quindi:
{\displaystyle {\begin{aligned}{\frac {\partial P_{1}}{\partial v}}-{\frac {\partial P_{2}}{\partial u}}&=\left\langle {\frac {\partial (\mathbf {F} \circ \psi )}{\partial v}}{\bigg |}{\frac {\partial \psi }{\partial u}}\right\rangle -\left\langle {\frac {\partial (\mathbf {F} \circ \psi )}{\partial u}}{\bigg |}{\frac {\partial \psi }{\partial v}}\right\rangle \\&=\left\langle (J\mathbf {F} )_{\psi (u,v)}\cdot {\frac {\partial \psi }{\partial v}}{\bigg |}{\frac {\partial \psi }{\partial u}}\right\rangle -\left\langle (J\mathbf {F} )_{\psi (u,v)}\cdot {\frac {\partial \psi }{\partial u}}{\bigg |}{\frac {\partial \psi }{\partial v}}\right\rangle \\&=\left\langle {\frac {\partial \psi }{\partial u}}{\bigg |}(J\mathbf {F} )_{\psi (u,v)}{\bigg |}{\frac {\partial \psi }{\partial v}}\right\rangle -\left\langle {\frac {\partial \psi }{\partial u}}{\bigg |}{}^{t}(J\mathbf {F} )_{\psi (u,v)}{\bigg |}{\frac {\partial \psi }{\partial v}}\right\rangle \\&=\left\langle {\frac {\partial \psi }{\partial u}}{\bigg |}(J\mathbf {F} )_{\psi (u,v)}-{}^{t}{(J\mathbf {F} )}_{\psi (u,v)}{\bigg |}{\frac {\partial \psi }{\partial v}}\right\rangle \\&=\left\langle {\frac {\partial \psi }{\partial u}}{\bigg |}\left((J\mathbf {F} )_{\psi (u,v)}-{}^{t}(J\mathbf {F} )_{\psi (u,v)}\right)\cdot {\frac {\partial \psi }{\partial v}}\right\rangle \end{aligned}}}
Dato che:
{\displaystyle \left((J\mathbf {F} )_{\psi (u,v)}-{}^{t}(J\mathbf {F} )_{\psi (u,v)}\right)\cdot \mathbf {x} =(\nabla \times \mathbf {F} )\times \mathbf {x} }
l'ultimo termine nella precedente relazione è uguale a:
{\displaystyle \left\langle {\frac {\partial \psi }{\partial u}}{\bigg |}(\nabla \times \mathbf {F} )\times {\frac {\partial \psi }{\partial v}}\right\rangle =\det \left[(\nabla \times \mathbf {F} )(\psi (u,v))\quad {\frac {\partial \psi }{\partial u}}(u,v)\quad {\frac {\partial \psi }{\partial v}}(u,v)\right]}
D'altra parte, dalla definizione di integrale di superficie:
{\displaystyle {\begin{aligned}\iint _{S}(\nabla \times \mathbf {F} )\,\cdot \;\mathrm {d} {\mathbf {S} }&=\iint _{D}\left\langle (\nabla \times \mathbf {F} )(\psi (u,v)){\bigg |}{\frac {\partial \psi }{\partial u}}(u,v)\times {\frac {\partial \psi }{\partial v}}(u,v)\right\rangle \mathop {\mathrm {d} u} \mathop {\mathrm {d} v} \\&=\iint _{D}\det \left[(\nabla \times \mathbf {F} )(\psi (u,v)){\frac {\partial \psi }{\partial u}}(u,v){\frac {\partial \psi }{\partial v}}(u,v)\right]\mathop {\mathrm {d} u} \mathop {\mathrm {d} v} \end{aligned}}}
sicché si ottiene:
{\displaystyle \iint _{S}(\nabla \times \mathbf {F} )\,\cdot \;\mathrm {d} {\mathbf {S} }=\iint _{D}\left({\frac {\partial P_{2}}{\partial u}}-{\frac {\partial P_{1}}{\partial v}}\right)\mathop {\mathrm {d} u} \mathop {\mathrm {d} v} }
Considerando il teorema di Green, dai risultati mostrati segue la tesi.